# Zanthoxylum panamense
Espèce
Classification phylogénétique
Statut de conservation UICN

 EN  : En danger
Zanthoxylum panamense est une espèce de plantes du genre Zanthoxylum et de la famille des Rutaceae.